# ウルトラス・ニッポン
ウルトラス・ニッポン（ULTRA' NIPPON、ULTRAS NIPPON）は、サッカー日本代表のサポーター集団。通称は省略して「ウルトラス」。代表サポーターの最大派閥として、様々なアイデアの創出や、行動力で代表の応援をリードしている。なお、当該集団は組織化された集団ではなく、リーダーの植田朝日を中心とした緩やかなまとまりが特徴とも評される。

## 概要
1980年代後半から植田朝日を中心とした仲間同士で国立競技場のゴール裏に集まり日本代表を応援していたのが始まりで、サッカー専門誌で「ゴール裏の新人類」として紹介されていた。
1992年に広島県で行われたAFCアジアカップ1992で日本が初優勝した際に、一般観客を巻き込んだ大掛かりなサポート が注目を集め、マスコミに取り上げられるようになった。ウルトラスの応援スタイルの原点となったこの年を創立年としている。以来、日本代表の試合の際にはアジアのみならず世界中の試合会場に赴き、横断幕をスタンドに揚げ応援活動を行っている。
翌1993年に日本代表の応援CDを発売するにあたりレコード会社からグループ名を要望され、日本国外の熱狂的なサポーター集団がウルトラスを名乗っているケースが多いことと、自分達が日本人であることからウルトラス・ニッポンと命名した。ウルトラスの公式サイトによると「10年以上、この名称で活動しているので思い入れはあるが、気の合った仲間同士が集っているだけであって基本的には名前は何でもいい」としている。また植田がリーダーや代表として紹介されることが多いが、有料制のサポータークラブやファン組織ではなく非会員組織である。日本国内での応援時はかつては国立競技場開催時のみアウェイ側（12番ゲート）で応援していたが、2010年に行われた東アジアサッカー選手権以降はホーム側に陣取っている。

## 応援スタイル

### シンボルマーク
シンボルマークは2種類ある。1995年（平成7年）から使用されているシンボルマークは、男性の顔の周囲に「You'll Never Walk Alone」（君は決して一人じゃない）と記されている。2000年（平成12年）から使用されているシンボルマークは、ヨーロッパ風の盾の周囲に「Welcome to Blue Heaven」（ようこそ、青い天国へ）と記されているが、このフレーズは1993年10月にカタールのドーハで行われた1994 FIFAワールドカップアジア最終予選の韓国代表戦で日本が勝利した翌日、10月26日の地元紙『ガルフ・タイムス』の一面で「Welcome to Blue Heaven」と題して紹介されたことに由来している。

### 主なチャント
アメリカへ行こう
1994 FIFAワールドカップ・アジア予選で歌われていた「リパブリック讃歌」のメロディに乗せたチャントで、サビの部分を「アメリカワールドカップへ皆で行こう」というサポーターの心情に替えたもの。
翼をください
1971年（昭和46年）に赤い鳥により発表された「翼をください」のサビの部分を「フランスワールドカップへ必ず行こう」というサポーターの心情に替えた チャントで、1998 FIFAワールドカップ・アジア予選の際に唄われた。同予選で代表チームが苦戦を続けていた際に、1996年（平成8年）に経営難の鳥栖フューチャーズや、解散した同クラブの受け皿として1997年（平成9年）に設立されたサガン鳥栖のサポーターが歌っていたことや、誰もが知っていて気持ちが伝わる曲として、この曲が選ばれた。
アイーダ
ジュゼッペ・ヴェルディが作曲した全4幕で構成されるオペラ、第2幕第2場の「アイーダ#凱旋行進曲」の旋律を取り入れたチャント。元々はイタリアのフィオレンティーナのサポーターが使用していたチャントで、日本代表の応援としては1992年のキリンカップから使用されている。2002 FIFAワールドカップの際、日本の応援としてクローズアップされた。この経緯について植田は、普段歌っている「バモ!ニッポン」 (Vamos Nippon) ではテンポが悪いため、老若男女問わず多くの人々が知っていて簡単なもの、なおかつスタジアムの雰囲気が壊れないものとして選んだ、としている。
ジンギスカン
ドイツの音楽グループジンギスカンが1979年に発表したヒット曲「ジンギスカン」のメロディに乗せたチャントで、2006 FIFAワールドカップ・アジア予選の際に唄われていたが、スポーツライターの宇都宮徹壱から「平和の時代の歌であって、戦時下の歌ではない。余裕のない真剣勝負には不向きだ」と批判を受けた。
バモ！ニッポン
日本代表サポーターの代表的なチャントとして頻繁に歌われている。「バモ！」（バモス、VAMOS）とはスペイン語で「さあ、行こう」の意味で、原曲はカナダのロックバンド、メン・ウィズアウト・ハッツが1988年に発表した「Pop Goes the World」である。
ただし、植田は2006年（平成18年）に刊行した著書の中で「バモ！ニッポンは簡単で歌いやすい反面、テンポが速くなりすぎて大学生の飲み会のような状態になってしまう。これではスタジアム全体がまとまることはむずかしい」と記している。また、スポーツライターの金子達仁は二宮清純との対談において「チャンスを迎えても、ピンチになってもオー・バモニッポンと変わらずに歌っているのはおかしい」と批判した。

### ウォーク
「オー、オオオー、オオオー、ニッポン」と歌いながら列になって左右に横移動するパフォーマンス。主にAFCアジアカップ1992や1994 FIFAワールドカップ・アジア予選で実行された。元ネタは阪神タイガースの真弓明信の応援（原曲は「ミッキーマウス・マーチ」）。植田によれば、ヨーロッパ風と日本風の応援をミックスしたものを目指したのだといい、スタジアム全体に応援を広げていく効果を狙った。サッカージャーナリストの大住良之によれば、歌いながら相手チームの応援エリアに迫るため緊張感があったという。

### 青いポリ袋
スタンドを青く覆うことを目的に横断幕などとともにポリ袋が使用される場合がある（青いポリ袋を膨らませて手で振るというもの）。植田によれば、もともと紙吹雪を撒くことが多かったが、大量の紙吹雪が風に流されて近隣の野球の試合や高速道路に影響が出たため苦情を受けていた。1997年9月7日にホームで行われた1998 FIFAワールドカップ・アジア最終予選のウズベキスタン代表戦後、同年9月19日に敵地で行われたUAE代表戦の際にはじめて青いポリ袋が導入された。テレビ朝日系列（ANN）のニュースステーションでUAE代表戦の模様が紹介され、番組内で応援のためポリ袋を持参するように呼び掛けたところ反響を呼び、同年9月28日にホームで行われた韓国代表戦以降、応援スタイルのひとつとして定着した。
翌1998年にフランスで行われた本大会でも最終予選からの流れでポリ袋を持参する者がおり、自分たちが撒いた紙吹雪を袋に集めていたところ、その姿が「日本人はゴミを片付けて帰っているのか」として評価を受けた。その後、フランス大会での行為がユネスコから表彰を受けることになったが、植田は「自分で汚したのに、片付けて褒められるなんて、ありえねーから！」として辞退している。

## CD

### シングル・ミニアルバム
- カンピオーネ・ニッポン（1993年4月21日）
- カンピオーネ・ニッポン（1993年10月10日）
- ウルトラ・ニッポン（1995年3月24日。ヴィレッジ・ピープルの「ゴー・ウェスト」のカバー）
- ウルトラ・ニッポン（1996年2月1日。リミックス盤）
- フランスへ行こう!〜ウィ・アー・ゴーイング・トゥ・フランス（1997年3月1日）
- アレ!ジャポン!!（1998年4月25日。ミッシェル・ポルナレフの「シェリーに口づけ」のカバー）
- 元気だしてゆこう（2000年8月30日）
- FIFA ANTHEM-Suppoters Version（2001年6月8日）
- バモ!ニッポン（2004年8月4日）
- 成吉思汗（ジンギスカン）〜ドイツへ行こう（2005年3月2日。ジンギスカンの「ジンギスカン」のカバー）
- サムライブルー（2006年3月15日）
- バモ!ニッポン2006（2006年4月26日）
- THE JAPANESE SOCCER ANTHEM〜日本サッカーの歌〜（2006年5月24日）
- 勝って泣こうゼッ!/バモ!ニッポン（2010年5月26日。T-Pistonz+KMC×ULTRAS名義）

### アルバム
- HISTORY OF ULTRAS（2001年12月28日）
- ULTRAS 2002（2002年5月16日）
- ULTRAS 2006（2006年4月12日）
- ULTRA' NIPPON 2000-2007（2007年7月3日）
- ULTRAS 2010（2010年5月24日）